# Литл Медоус (Пенсилванија)
Литл Медоус (енгл. Little Meadows) град је у америчкој савезној држави Пенсилванија.

## Демографија
По попису из 2010. године број становника је 273, што је 17 (-5,9%) становника мање него 2000. године.
| Група             | 2000.       | 2010.       |
| Белци             | 284 (97,9%) | 267 (97,8%) |
| Афроамериканци    | 0 (0,0%)    | 0 (0,0%)    |
| Азијати           | 2 (0,7%)    | 1 (0,4%)    |
| Хиспаноамериканци | 2 (0,7%)    | 4 (1,5%)    |
| Укупно            | 290         | 273         |